# Дом политпросвещения (Владикавказ)
Дом политпросвещения Обкома КПСС — памятник архитектуры во Владикавказе, Северная Осетия. Выявленный объект культурного наследия России и культурного наследия Северной Осетии. Находится в историческом центре города на проспекте Мира, д. 9.
Здание построено в 1967 году по проекту архитектора А. И. Бтемирова на месте нескольких одноэтажных частных домовладений. Справа к зданию примыкает Особняк Ходякова. Позднее в здании находился Дом искусств.
Ныне в здание принадлежит Национальному музею Республики Северная Осетия -Алания.
В 2018—2020 гг. в здании проводилась комплексная реставрация.